# Ḍ
Ḍ ، ḍ یکی از حروف الفبای لاتین است، برساخته از یک D و نقطه‌ای در زیر آن. 
در ترانویسی زبان‌های آفروآسیایی -مانند عربی-به لاتین از ḍ برای نشان‌دادن آوای [dˤ] بهره‌می‌برند. همچنین این حرف در الفبای لاتین بربر مورد استفاده‌است. 
همچنین در زبان‌های هندوستان و زبان‌های ایرانی شرقی و نیز در نگارش زبان اوئودهام این نویسه نشان‌گر آوای [ɖ] است.
در گذشته در ترانویسی زبان جاوه‌ای هم از این این نویسه بهره‌می‌بردند، ولی امروزه ترکیب dh جایگزین آن شده‌است.

## منبع
Wikipedia contributors, "Ḍ," Wikipedia, The Free Encyclopedia, http://en.wikipedia.org/w/index.php?title=%E1%B8%8C&oldid=607665302 (accessed July 22, 2014). 